# کشککی
کشککی (نام علمی: Patelloida) نام یک سرده از راسته شکم‌پایان کشککی است.